# 瓜達倫廷河

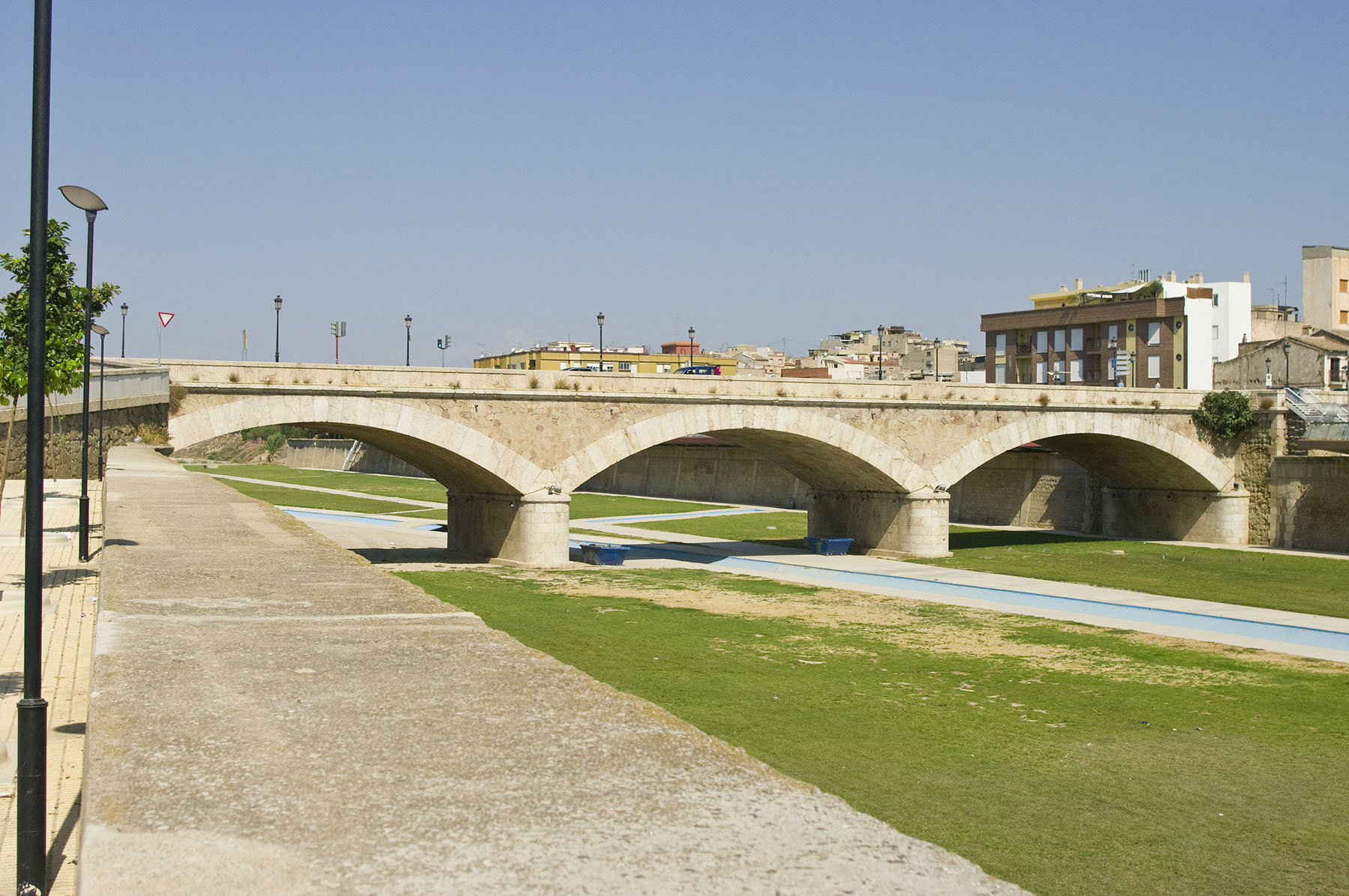
瓜達倫廷河

瓜達倫廷河（西班牙語：Río Guadalentín）是西班牙的河流，位於該國東南部，屬於塞古拉河的支流，流經安達盧西亞和莫西亞自治區，河道全長121公里，平均流量每秒0.1立方米。